# Malá Hraštice
Malá Hraštice – miejscowość i gmina (obec) w Czechach, w kraju środkowoczeskim, w powiecie Przybram. W 2022 roku liczyła 1071 mieszkańców.